# Dreh dich nicht um
Dreh dich nicht um (Titel der Originalausgabe: A Faint Cold Fear) ist ein Kriminalroman der US-amerikanischen Schriftstellerin Karin Slaughter und bildet den dritten Band der Grant-County-Serie. Das im Jahr 2003 im Original und 2005 auf Deutsch veröffentlichte Buch Dreh dich nicht um ist der dritte Fall der Gerichtsmedizinerin Dr. Sara Linton, gefolgt von Schattenblume (2006), Gottlos (2007) und Zerstört (2009). Der Spiegel nennt eine Auflagenhöhe von 350.000 Taschenbüchern dieses Titels.

## Inhalt

### Klappentext
„Einer geht um. Einer wählt aus. Einer muss raus. Für immer. Es ist schon der dritte Tote in einer Woche. Am Grant College haben die Studenten offenbar ein makaberes neues Hobby: Sterben. Doch Polizeichef Jeffrey Tolliver und die Rechtsmedizinerin Sara Linton werden den Verdacht nicht los, dass mit diesen Selbstmorden irgendetwas nicht stimmt…“

### Handlung
Schauplatz der Handlung ist der Campus der Technischen Universität (CIT) von Grant County. Die Kinderärztin und Gerichtsmedizinerin Sara Linton ist an einem heißen Ostertag mit ihrer schwangeren Schwester Tessa gerade bei Dairy Queen ein Eis essen, als sie von ihrem Ehemann, dem Polizeichef Jeff Tolliver, zu einem Tatort gerufen wird. Adam Rosen, ein Collegestudent hat durch Sprung von einer Brücke vermeintlich Selbstmord begangen. Sein Körper ist jedoch grausig zugerichtet. Aufgrund bestimmter Indizien (an der Brücke findet sich ein Graffito mit der Aufschrift “Stirb Nigger” und ein Hakenkreuz) bekommt Sara Zweifel an einem Selbstmord und schließt ein mögliches Fremdverschulden nicht mehr aus. Adam ist der Sohn der Psychologin Dr. Jill Rosen vom Grant Institute of Technology. Am Tatort sind auch Chuck Gaines, Sicherheitschef des Colleges und die ehemalige Polizistin Lena Adams zugegen. Lena, die mittlerweile eine Anstellung in der Security des College gefunden und an einer Therapie bei Dr. Rosen teilgenommen hat, benimmt sich in Gegenwart der Leiche des jungen Mannes verdächtig auffällig. Tessa muss während der Tatortbegehung dringend auf die Toilette gehen und verschwindet in einem Waldstück. Später wird sie bewusstlos mit stark blutenden Stichwunden aufgefunden. Sie droht an ihren Verletzungen zu verbluten und schwebt in akuter Lebensgefahr. Währenddessen begegnet Lena dem Täter, kann ihn aber nicht ergreifen. Die verletzte Tessa verliert im Krankenhaus ihr Kind. Sara muss ihr das Versprechen geben, den Täter dieser Gewalttat zu finden. Wenig später entdeckt man die Leiche der Studentin Ellen Schaffer, die Adam Rosen aufgefunden hat. Insgesamt sterben vier Personen. Die Vermutung einer fremdenfeindlichen oder rechtsradikalen Tat liegt nahe, da Tessa einen dunkelhäutigen Freund hat und die beiden toten Studenten von jüdischer Abstammung waren. Gegen Lena Adams, die immer noch unter dem Trauma einer erlebten Vergewaltigung leidet, erhärten sich weitere Verdachtsmomente. Es gibt eine verstörende Verbindung zu dem gewalttätigen Skinhead und Liebhaber von Lena, Ethan Green, und einem gewissen Richard Carter. Richard hat versucht, die Forschungsergebnisse von Lenas toter Schwester Sybil als die seinen auszugeben und bei der Vertuschungsaktion mehrere Mitwisser grausam aus dem Weg geräumt. Es kommt zu einem finalen Showdown zwischen Lena und Richard, bei welchem der Mörders von einem Polizisten erschossen wird.

## Sprachstil
„Sara Linton beobachtete, wie ihre hochschwangere Schwester aus dem Dairy Queen herauskam, in jeder Hand ein Becher Vanilleeis mit Schokoladensoße. Als Tessa den Parkplatz überquerte, frischte der Wind auf und das fliederfarbene Umstandskleid blähte sich und flatterte hoch bis über die Knie. Verzweifelt versuchte Tessa das Kleid zu bändigen, ohne das Eis fallen zu lassen, und Sara hörte sie fluchen, als sie sich dem Auto näherte.“

„Sara zählte bis drei, und dann drehten sie die Leiche des Jungen so vorsichtig wie möglich um. »O  Scheiße«,  quiekte  Chuck  wie  ein Teenager  im Stimmbruch.  Er  sprang  zurück,  als  wäre  die  Leiche  in Flammen  aufgegangen. Auch Jeffrey zuckte zurück. Matt drehte sich würgend weg. »Aha«, sagte Sara. etwas anderes fiel ihr nicht ein. Der  untere Teil  des  Penis  war  fast  vollständig  gehäutet. Ein zehn Zentimeter langer Hautlappen hing lose von der Eichel,  eine Reihe  von  hantelförmigen  Piercing-Steckern durchbohrte  in  regelmäßigen Abständen  das  Fleisch. Sara  kniete  sich  hin,  um  die  Verletzung  näher  zu  betrachten. Hinter ihr atmete einer der Männer scharf durch die Zähne ein, als sie die Haut zurück an ihre ursprüngliche Position brachte und den gezackten Rand der Stelle untersuchte, wo das Fleisch vom Glied abgerissen war. Jeffrey  fand  als  Erster  die  Sprache  wieder.  »Was  zum Teufel ist das?«“

## Rezeption
Sabine Reiss beurteilt den aus mehreren Perspektiven erzählten Thriller Dreh dich nicht um als blutige und brutale Kriminalgeschichte, die schon mit den „unappetitlichen Details eines Leichenfundes“ beginnt. Thema dieser Geschichte ist die Misshandlung von Frauen. Darunter Einzelschicksale wie die ehemalige Polizistin Lena Adams, die immer wieder unter Tatverdacht gerät, hat sich von den Folgen einer Vergewaltigung nie wieder erholen können und im Laufe der Zeit ein massives Alkoholproblem bekommen. Reiss bemängelt die „unstrukturierte Tätersuche“ und die „zufällige Entlarvung des Täters“. Insgesamt sei die Story, beziehungsweise der Plot, „wenig originell“. Andere Rezensionen kritisieren nach einer starken Anfangssequenz den raschen Abfall des Spannungsbogens und ein unübersichtliches Springen der einzelnen Handlungsstränge. Benjamin Brückner sieht in dem Werk der Erfolgsautorin eher einen Ausdruck von „Gewaltvoyerismus“ und „Sexkitsch“.

## Textausgaben
- Karin Slaughter: Dreh dich nicht um. Rowohlt Verlag, 461 Seiten, ISBN 978-3499236495 (Originaltitel: A Faint Cold Fear. Übersetzt von Sophie Zeitz).